# Sanders (Arizona)
Sanders es un lugar designado por el censo ubicado en el condado de Apache en el estado estadounidense de Arizona. En el Censo de 2010 tenía una población de 630 habitantes y una densidad poblacional de 163,45 personas por km².

## Geografía
Sanders se encuentra ubicado en las coordenadas 35°12′34″N 109°19′21″O / 35.20944, -109.32250. Según la Oficina del Censo de los Estados Unidos, Sanders tiene una superficie total de 6.2 km², de la cual 6.2 km² corresponden a tierra firme y (0%) 0 km² es agua.

## Demografía
Según el censo de 2010, había 630 personas residiendo en Sanders. La densidad de población era de 163,45 hab./km². De los 630 habitantes, Sanders estaba compuesto por el 22.7% blancos, el 0.16% eran afroamericanos, el 71.43% eran amerindios, el 0.48% eran asiáticos, el 0.16% eran isleños del Pacífico, el 0.79% eran de otras razas y el 4.29% pertenecían a dos o más razas. Del total de la población el 3.81% eran hispanos o latinos de cualquier raza.